# Cruz Medina
Cruz Ivan Medina (San Francisco, Estados Unidos, 24 de septiembre de 2006) es un futbolista estadounidense-mexicano que juega de centrocampista en el San Jose Earthquakes II de la Major League Soccer.

## Trayectoria
Empezó a jugar al fútbol a los 4 años en el Bay City Club, donde su padre era el entrenador. Ganó el Balón de Oro sub-15 en la MLS Next de 2021. El 4 de agosto de 2019 pasó a la cantera del San Jose Earthquakes. El 3 de junio de 2022 firmó como jugador de cantera con el San Jose Earthquakes hasta 2027 a la edad de 15 años y 252 días, siendo el tercero más joven en hacerlo en ese momento. El 11 de octubre de 2023 fue nombrado por el periódico inglés The Guardian como uno de los mejores jugadores del mundo nacidos en 2006.

## Selección nacional
Nacido en Estados Unidos, es de ascendencia mexicana por vía paterna. Jugó con los Estados Unidos sub-17 en el segundo puesto del Campeonato Sub-17 de la Concacaf de 2023.

## Estadísticas

### Clubes
Actualizado al último partido disputado el 14 de noviembre de 2023.
| Club                                   | Div.          | Temporada     | Liga  | Liga  | Liga   | Copas nacionales | Copas nacionales | Copas nacionales | Copas internacionales | Copas internacionales | Copas internacionales | Total | Total | Total  |
| Club                                   | Div.          | Temporada     | Part. | Goles | Asist. | Part.            | Goles            | Asist.           | Part.                 | Goles                 | Asist.                | Part. | Goles | Asist. |
| -------------------------------------- | ------------- | ------------- | ----- | ----- | ------ | ---------------- | ---------------- | ---------------- | --------------------- | --------------------- | --------------------- | ----- | ----- | ------ |
| San Jose Earthquakes II Estados Unidos | 3.ª           | 2022          | 12    | 1     | 1      | —                | —                | —                | —                     | —                     | —                     | 12    | 1     | 1      |
| San Jose Earthquakes II Estados Unidos | 3.ª           | 2023          | 23    | 2     | 3      | —                | —                | —                | —                     | —                     | —                     | 23    | 2     | 3      |
| San Jose Earthquakes II Estados Unidos | 3.ª           | 2024          | 0     | 0     | 0      | —                | —                | —                | —                     | —                     | —                     | 0     | 0     | 0      |
| San Jose Earthquakes II Estados Unidos | Total club    | Total club    | 35    | 3     | 4      | 0                | 0                | 0                | 0                     | 0                     | 0                     | 35    | 3     | 4      |
| San Jose Earthquakes Estados Unidos    | 1.ª           | 2024          | 0     | 0     | 0      | 0                | 0                | 0                | —                     | —                     | —                     | 0     | 0     | 0      |
| San Jose Earthquakes Estados Unidos    | Total club    | Total club    | 0     | 0     | 0      | 0                | 0                | 0                | 0                     | 0                     | 0                     | 0     | 0     | 0      |
| Total carrera                          | Total carrera | Total carrera | 35    | 3     | 4      | 0                | 0                | 0                | 0                     | 0                     | 0                     | 35    | 3     | 4      |

## Palmarés

### Distinciones individuales
| Distinción                                              | Año  |
| ------------------------------------------------------- | ---- |
| Once ideal del Campeonato Sub-17 de la Concacaf de 2023 | 2023 |